# حلة دخنة
حلة دخنة  كانت حيًّا ودوّارًا يقع داخل أسوار المدينة القديمة في الجزء الجنوبي من [[الرياض]، المملكة العربية السعودية. كان يقع غرب الحلة القديمة "القديمة" وجنوب حلة "الظهيرة" في الجزء الجنوبي من المدينة المسوّرة. كان الحي يحتوي على المسجد الكبير "مسجد دخنة" الذي يعود تاريخه إلى القرن الثامن عشر، مما جعله يُعرف أيضًا باسم "حي العلماء" بسبب وجود العلماء في المنطقة. كما كان يقع بالقرب من بوابة دخنة.
كان الحي يعد من أبرز الاحياء ومركزًا تجاريًا مهمًا حتى أوائل الستينات، ثم تم دمجه في مدينة الرياض الكبرى بين [[الخمسينات] و السبعينات.
تم تسمية الحي على اسم "بئر دخنة"، التي يُقال إنها تنسب لحسين الدخيني وهو احد اوائل ملاك الدكاكين فيها ، وقيل تنسب إلى قبيلة من عسير تُدعى بني شريف. في عام 1773، وبعد سيطرة آل سعود على المدينة المسوّرة، قام عبد الله بن محمد بن عبد الوهاب ببناء مسجد في المنطقة، الذي أصبح لاحقًا مركزًا علميًا لعلماء السنة الحنبليين، وعُرف باسم "حي العلماء".
كما كان الحي يضم منازل عدد من الشخصيات البارزة مثل الشيخ محمد بن إبراهيم آل الشيخ، والشيخ عبد الله بن عبد اللطيف آل الشيخ، و عبد العزيز بن سعود ، و صالح بن عبد العزيز آل الشيخ ، والأمير عبد الله بن عبد العزيز، والأمير فهد بن عبد العزيز، بالإضافة إلى قصور والدة الأمير فهد بن سعود بن عبد العزيز، والأمير سعد بن عبد العزيز، والأمير بدر بن عبد العزيز ، والأمير فيصل بن سعود بن عبد العزيز.